# Mycalesis pandaea
Mycalesis pandaea är en fjärilsart som beskrevs av Carl Heinrich Hopffer 1874. Mycalesis pandaea ingår i släktet Mycalesis och familjen praktfjärilar. Inga underarter finns listade i Catalogue of Life.